# Лыткино (Нижегородская область)
Лы́ткино — деревня в Лысковском районе Нижегородской области России. Входит в состав Кисловского сельсовета.

## География
Деревня Лыткино находится в 68 км к юго-востоку от Нижнего Новгорода. Расположена на правобережье Волги, на левом берегу реки Китмар (на противоположном берегу — село Кисловка).

## История
Первое упоминание о деревне встречается в Писцовой книге от 1598 года: «Пустошь Новая выставка у студеного ключа, Лыткино тож». Официально датой основания принято считать 1604 год.
В XVIII—XIX веках через Лыткино проходил Владимирский тракт (в просторечии Владимирка) — дорога для отправки в Сибирь осуждённых на каторгу.
В 1834 году, направляясь на южный Урал для работы над повестью «История Пугачёва», через Лыткино проезжал Александр Сергеевич Пушкин.
Адресная и справочная книга Нижнего Новгорода и Нижегородской губернии 1901https://istmat.org/node/54186
До 1920 года Лыткино относилось к Макарьевскому уезду Нижегородской губернии,а в результате перенесения центра Макарьевского уезда в город Лысково деревня вошла в состав Кисловской волости Лысковского уезда Нижегородского края.
14 января 1929 года Нижегородская губерния и все её уезды были упразднены, деревня перешла в состав Работкинского района Нижегородского округа Нижегородского края.
С конца 1920-х до начала 1950-х годов в деревне базировался колхоз «Большевик».
17 мая 1962 года после упразднения Работкинского района деревня Лыткино стала относиться к Лысковскому району Горьковской области с административным центром в совхозе «Нива».
Исторически Лыткино как и многие другие исконно русские деревни средней полосы России имело свой престольный праздник- он отмечался ежегодно 26 ноября (по старому стилю) или 9 декабря (по новому стилю) на Егорий Зимний.
В современном виде решением местных жителей ежегодно в июле отмечается День деревни Лыткино.
| 2002 | 2010 |
| ---- | ---- |
| 7    | →7   |

## Инфраструктура
В деревне около 50 жилых домов, расположенных вдоль единственной улицы — Трудовой.
Населенный пункт не имеет дорог с твердым покрытием, проезд возможен лишь по грунтовой дороге (глина/суглинок/бутовый камень) в сухую погоду.
Примерное расстояние от автодороги М7 Волга до деревни по проселочной дороге 2800 метров.
Исторически выделяются 2 части деревни-Выселки (10 домов) на въезде и собственно Деревня (около 40 домов).
В населенном пункте есть 3 источника ключевой воды, 2 из них находятся непосредственно в деревне-Большой ключ (основной источник, самая мощная струя воды) и Маленький ключ (на краю деревни), а 3 источник бьет на Выселках.

## Фотогалерея

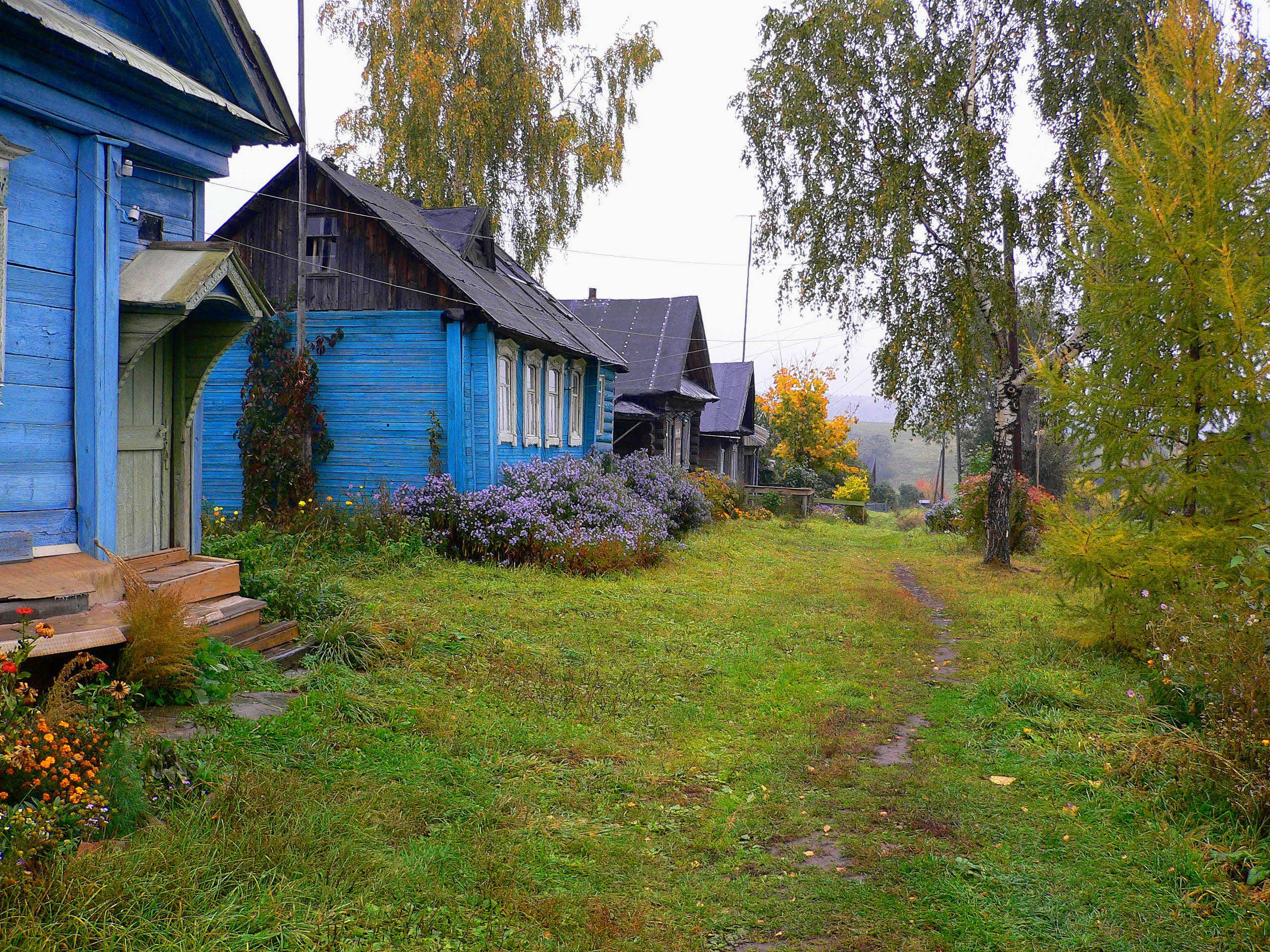
Ул. Трудовая
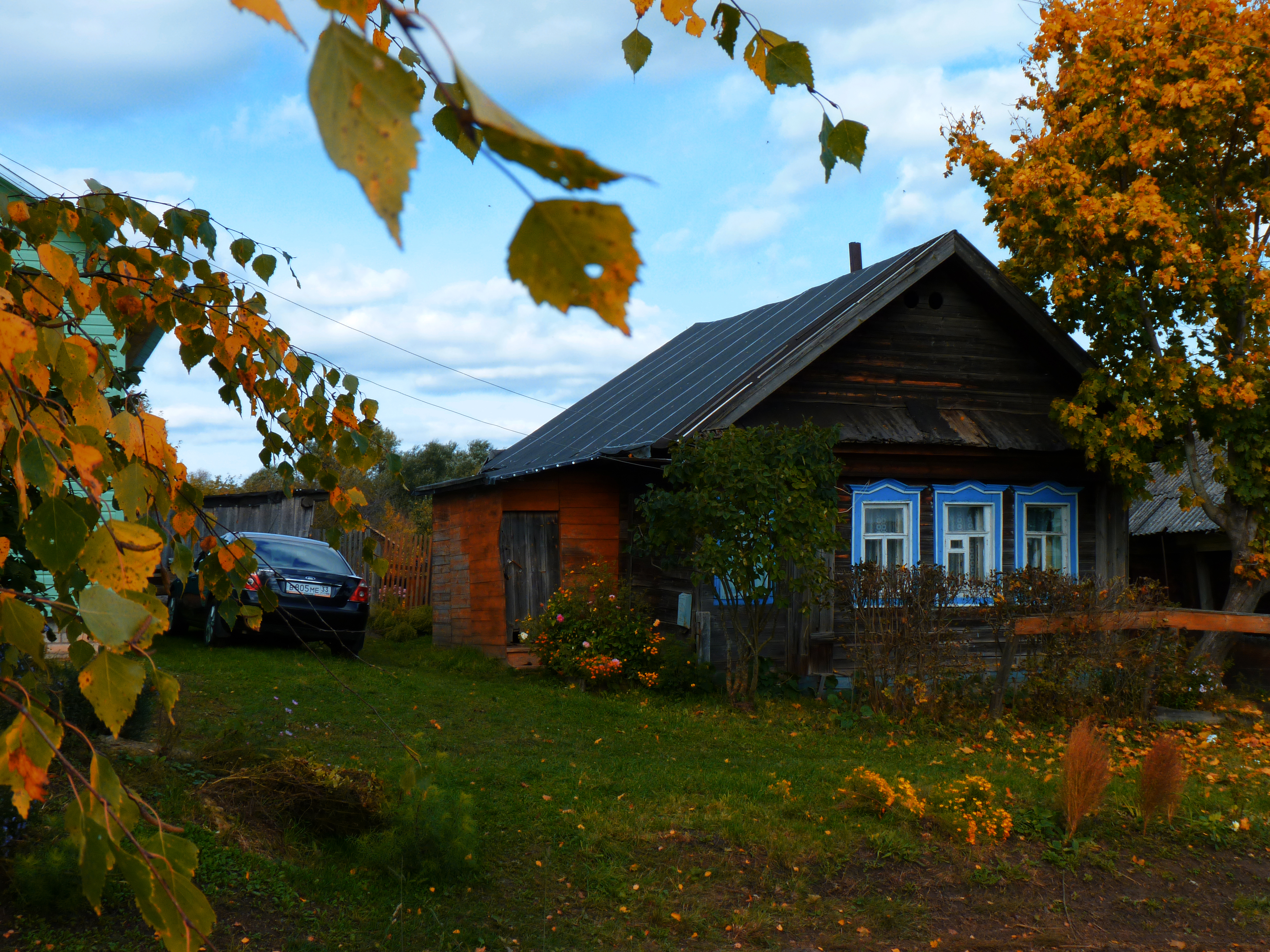
ул. Трудовая
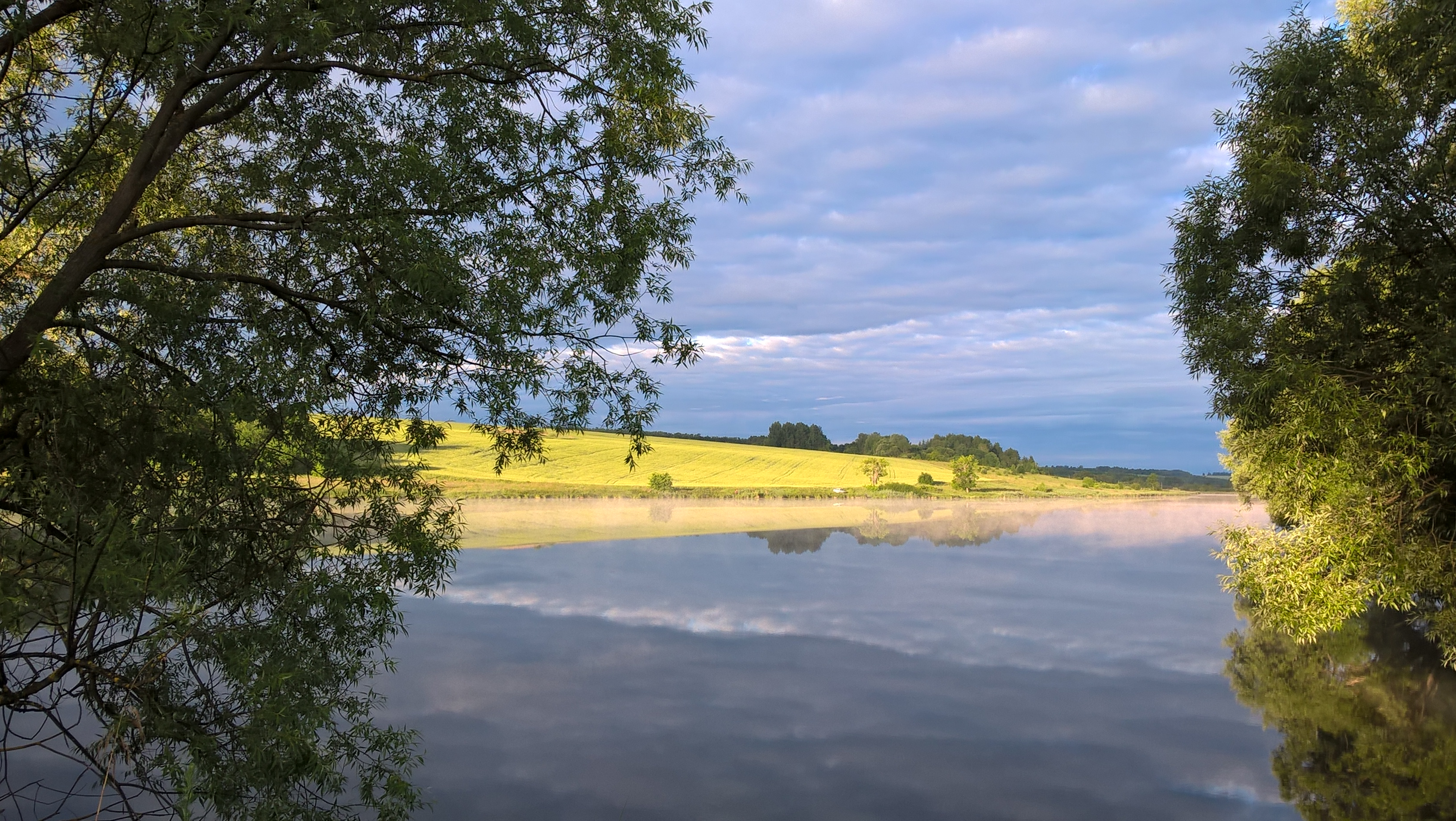
2017 год
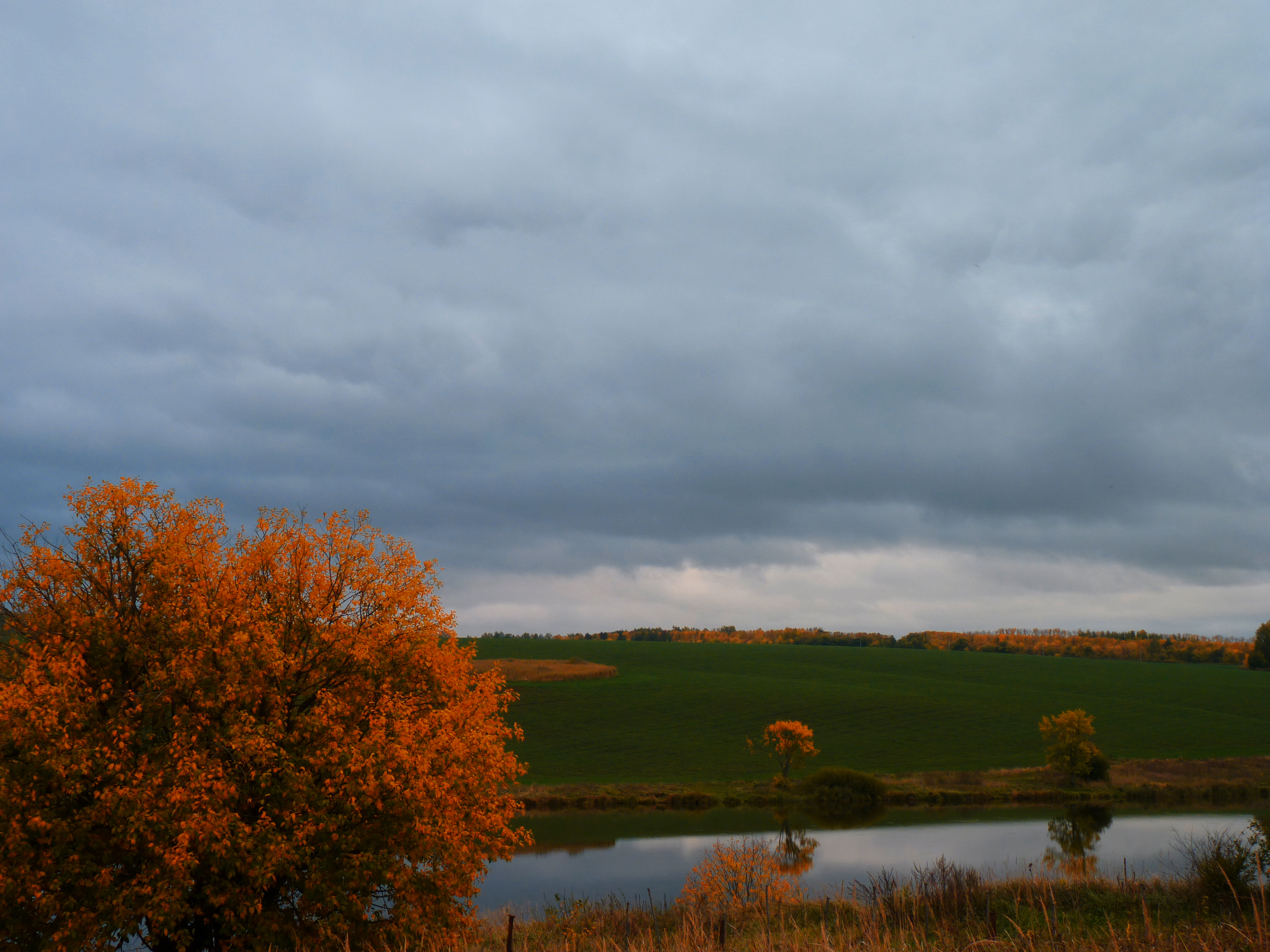
Лыткинский пруд